# Etienne Ret
Étienne Perret dit Etienne Ret ou Etienneret, né à Cusset le 6 janvier 1900 et mort le 21 juin 1996 à Los Angeles, est un peintre, aquarelliste et graveur américain d'origine française.

## Biographie
Élève de Maurice Denis et de George Desvallières à l'École nationale supérieure des arts décoratifs, membre du Salon des Tuileries, il expose au Salon d'automne de 1928 dont il est membre les toiles Jardin parisien et Modèle nu.
Il s'exile aux États-Unis après la Seconde Guerre mondiale et s'installe à San Antonio au Texas puis dans les années 1950 à Los Angeles,.